# Fenella Fielding
Fenella Fielding, született Fenella Marion Feldman (Hackney, London, 1927. november 17. – Hammersmith, London, 2018. szeptember 11.) angol színésznő.

## Fontosabb filmjei
- A gyűlölet áldozata (Sapphire) (1959)
- Ellopták a hangomat (Follow a Star) (1959)
- Duplacsavar (Doctor in Love) (1960)
- Foxhole in Cairo (1960)
- No Love for Johnnie (1961)
- Folytassa tekintet nélkül! (Carry on Regardless) (1961)
- Kutyaházban (In the Doghouse) (1962)
- Saki (1962, tv-film)
- Orvos bajban (Doctor in Distress) (1963)
- The Old Dark House (1963)
- Doctor in Clover (1966)
- Folytassa sikoltozva! (Carry on Screaming!) (1966)
- Ég veled, drágám! (Drop Dead Darling) (1966)
- The Prisoner (1967, tv-sorozat, hét epizódban)
- Lock Up Your Daughters! (1969)
- Robin Hood mókás kalandjai (The Zany Adventures of Robin Hood) (1984, tv-film)
- Agyatlan Apartman (Guest House Paradiso) (1999)
- Dzsembori (The All Together) (2007)